# Baștanka
Baștanka (în ucraineană Баштанка) este orașul raional de reședință al raionului Baștanka din regiunea Mîkolaiiv, Ucraina. În afara localității principale, mai cuprinde și satele Șevcenko, Trudove și Zelenîi Iar.

## Demografie
Componența lingvistică a orașului Baștanka
     Ucraineană (95,03%)
     Rusă (4,09%)
     Alte limbi (0,6%)
Conform recensământului din 2001, majoritatea populației orașului Baștanka era vorbitoare de ucraineană (95,03%), existând în minoritate și vorbitori de rusă (4,09%).

## Galerie de imagini

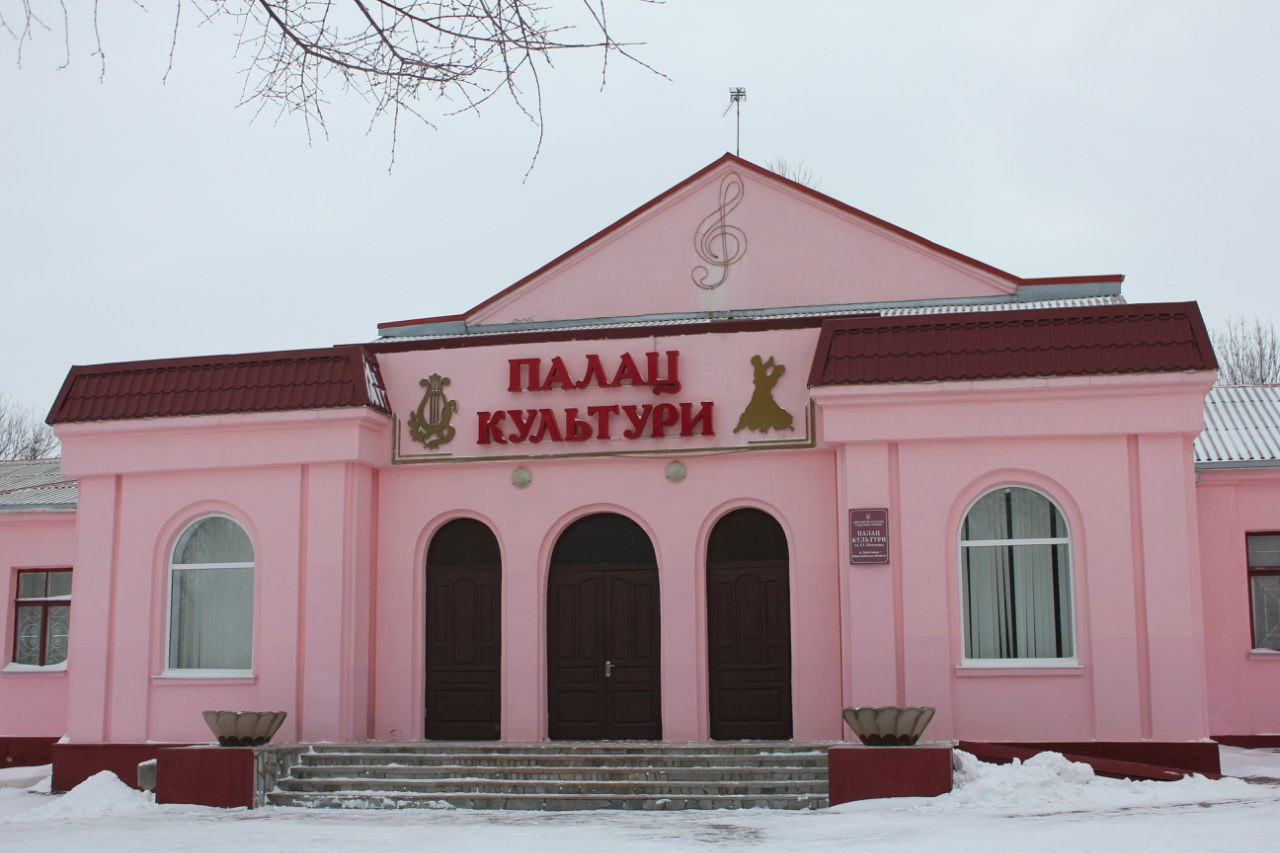
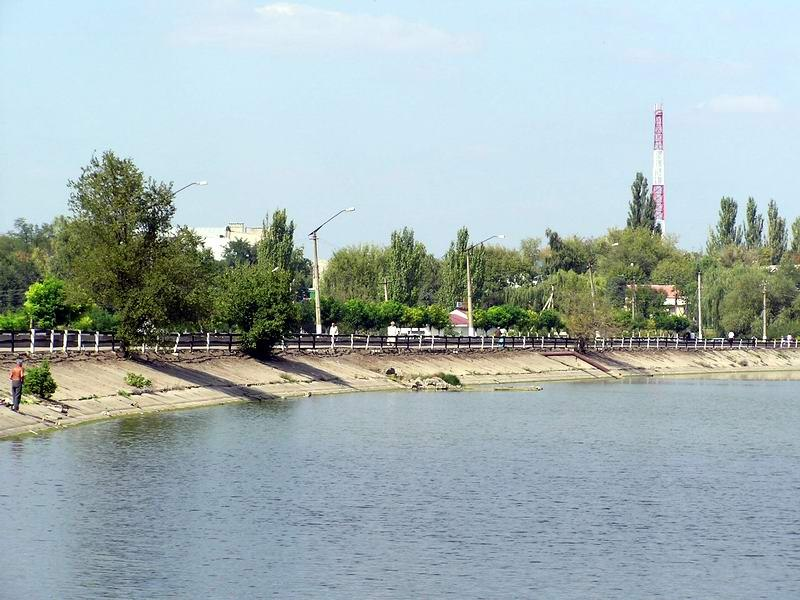
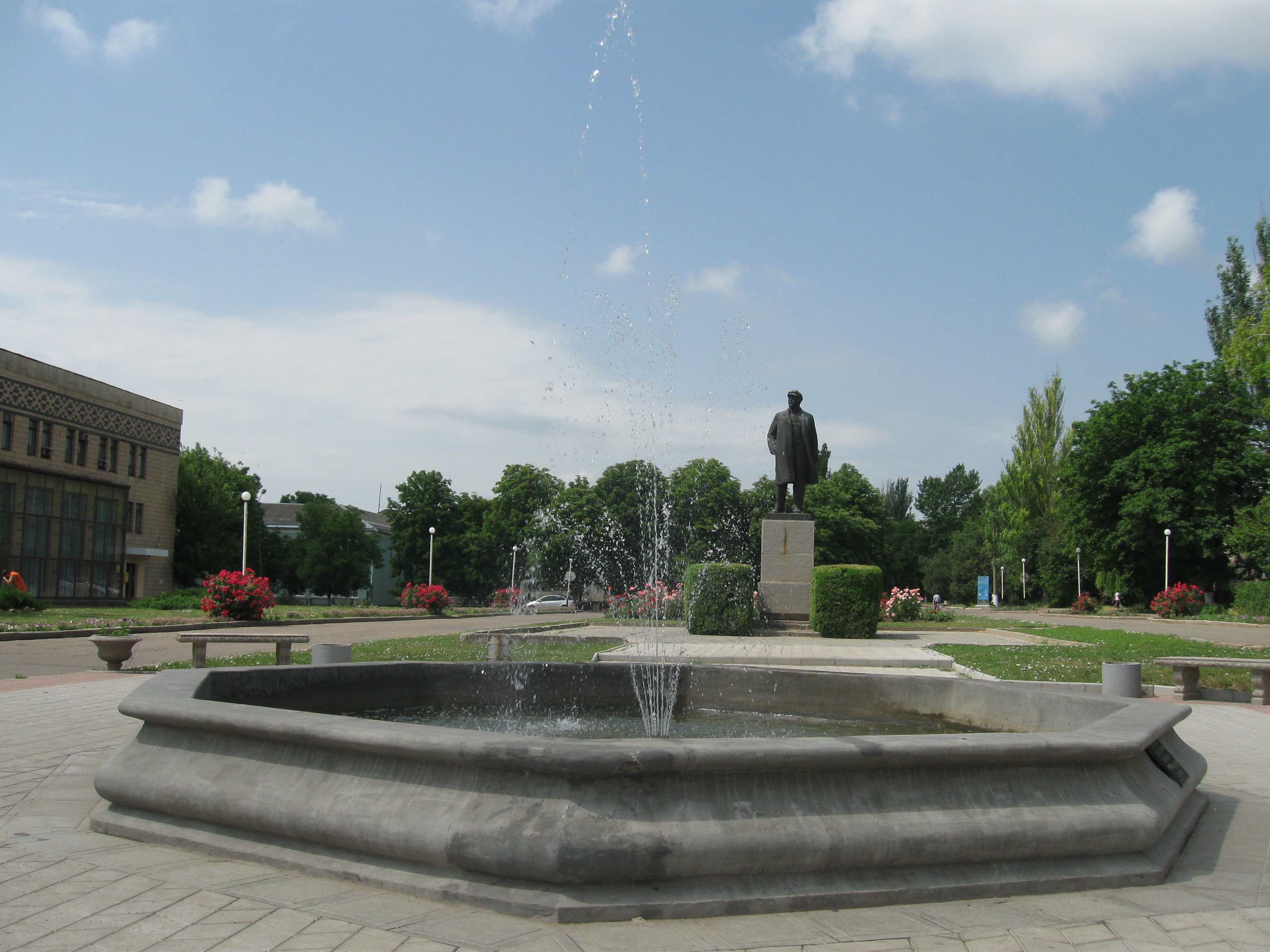

## Istoric
Imperiul Rus 1806–1917

 RSS Ucraineană 1920–1922

 Uniunea Sovietică 1922–1941

 Imperiul German (ocupația) 1941–1944

 Uniunea Sovietică 1944–1991

 Ucraina 1991–prezent 